# Zawisza Bydgoszcz
Zawisza Bydgoszcz is een sportvereniging uit de stad Bydgoszcz in Polen. Bij de vereniging worden onder andere atletiek en voetbal beoefend. De clubkleuren zijn blauw/zwart.

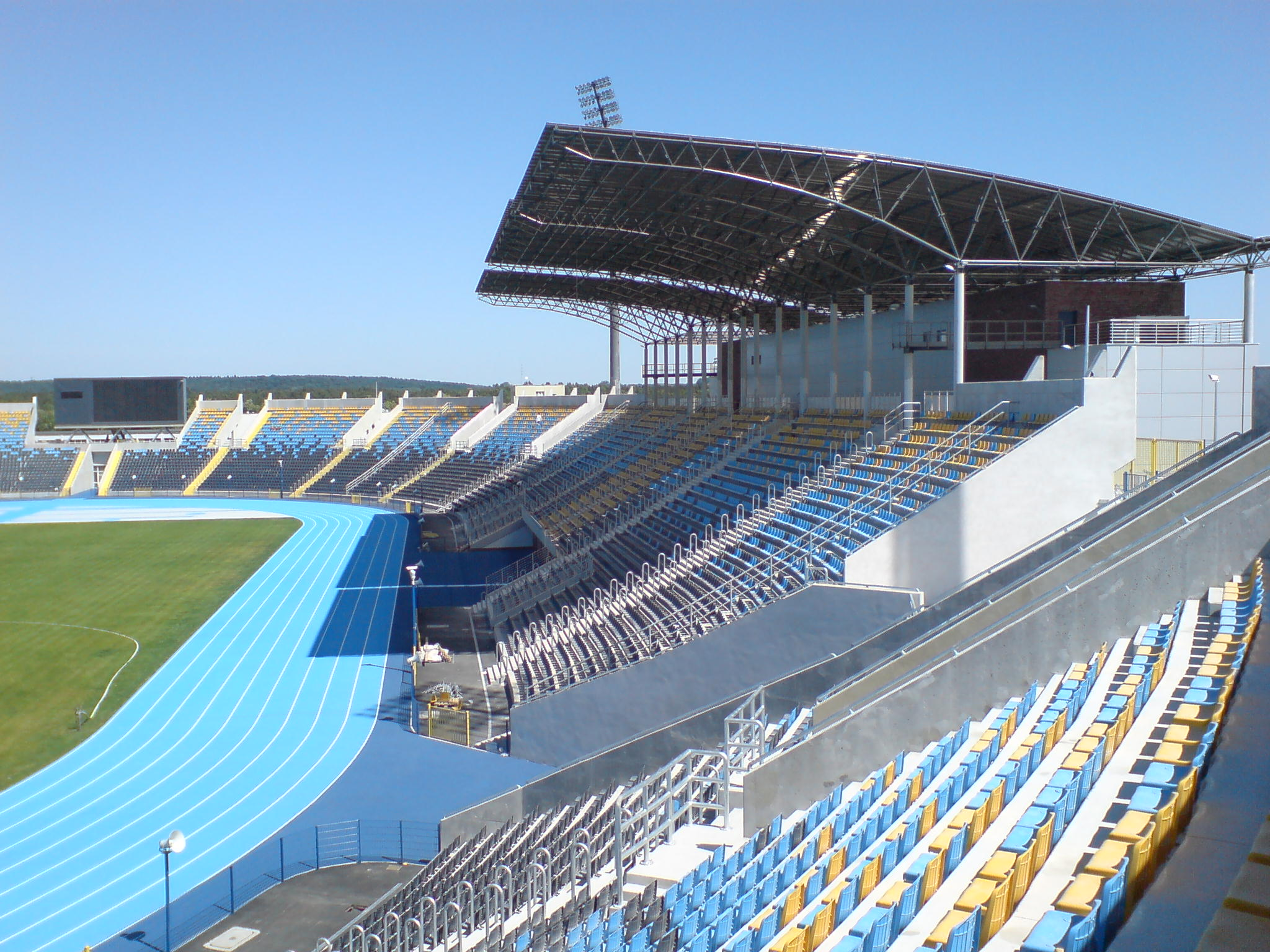
Zdzisław Krzyszkowiak-Stadion

## Geschiedenis
De club werd in mei 1946 opgericht in Koszalin door soldaten. In 1947 werden de soldaten gestationeerd in Bydgoszcz en werd de clubnaam WKS Zawisza Bydgoszcz. Onder politieke druk werd de naam in februari 1950 gewijzigd in Legia en in oktober van dat jaar in OWKS. In 1952 speelde de club voor het eerst in de tweede klasse. In 1954 volgde een nieuwe naamswijziging, nu werd het WCKS Bydgoszcz. Dat jaar werden, op Legia Warschau na, alle legerclubs uit de competitie genomen, maar een jaar later keerde de club terug. In 1957 nam de club opnieuw de oorspronkelijke naam aan. 
In 1960 kon de club voor het eerst promotie afdwingen naar de hoogste klasse. De club bracht echter de meeste tijd door in de tweede klasse. In totaal 36 seizoenen, tegenover 14 in de hoogste klasse. Door financiële problemen werd het eerste elftal in 1998 ontbonden. De club begon opnieuw in lagere klassen en kon in 2005 opnieuw tot de tweede klasse klimmen. 
Sinds 1 februari 2007 heeft de eigenaar van de club besloten Zawisza Bydgoszcz Spółka Akcyjna terug te trekken uit de II liga. Dit gebeurde naar aanleiding van kritiek op de club met betrekking tot het corruptieschandaal in het Poolse voetbal. Op het moment van terugtrekken stond Zawisza op een gedeelde eerste plaats samen met Ruch Chorzów. In 2011 keerde de club terug en twee jaar later promoveerden ze weer naar de Ekstraklasa en won in 2014 de Puchar Polski. In 2015 degradeerde de club en kreeg een jaar later geen licentie meer voor de I liga en ging failliet. Als SP Zawisza  werd een doorstart gemaakt.

## Erelijst
- Beker van Polen

2014
- Poolse supercup

2014

## In Europa
Uitslagen vanuit gezichtspunt 
| Seizoen | Competitie    | Ronde | Land            | Club             | Totaalscore | 1e W    | 2e W    | PUC |
| ------- | ------------- | ----- | --------------- | ---------------- | ----------- | ------- | ------- | --- |
| 2014/15 | Europa League | 2Q    | Vlag van België | SV Zulte Waregem | 2-5         | 1-2 (U) | 1-3 (T) | 0.0 |

## Bekende (oud-)sporters
voetbal
- Zbigniew Boniek
- Paweł Kryszałowicz
- Wojciech Łobodziński
- Stefan Majewski
- Piotr Nowak
- Grzegorz Sandomierski

atletiek
- Marcin Lewandowski